# Punta del Solà
La Punta del Solà és una muntanya de 382 metres que es troba al municipi de Torroja del Priorat, a la comarca catalana del Priorat.